# Biely Kostol
Biely Kostol é um município da Eslováquia, situado no distrito de Trnava, na região de Trnava. Tem 2,41 km² de área e sua população em 2019 foi estimada em 2254 habitantes.

## Demografia
| Ano:        | 1994 | 2004   | 2014    | 2024    |
| ----------- | ---- | ------ | ------- | ------- |
| Broj ljudi: | 1092 | 1200   | 1611    | 2553    |
| Razlika:    |      | +9,89% | +34,25% | +58,47% |

| Ano:               | 2023 | 2024   |
| ------------------ | ---- | ------ |
| Número de pessoas: | 2531 | 2553   |
| Diferença:         |      | +0,86% |